# Вејн Бриџ
Вејн Мајкл Бриџ (енгл. Wayne Michael Bridge; 5. август 1980) бивши је енглески фудбалер који је играо на позицији левог бека. Осам година је наступао за репрезентацију Енглеске.

## Клупска каријера

### Саутемптон
Као млад Бриџ је играо у клубу Оливерс Батери, где је на њега обратио пажњу Мики Адамс помоћу којег је дошао у омладински погон Саутемптона у јулу 1996. године. У јануару 1998. године постао је професионални играч. Бриџ је дебитовао за први тим 16. августа 1998. године. Своју прву сезону као првотимац завршио је са 15 утакмица које је одиграо ка стартер и осам утакмица на којима је улазио са клупе.
Током сезона 2000/01. и 2001/02. Бриџ је одиграо сваку лигашку утакмицу, а био је изгласан за играча сезоне 2000/01. у клубу. Бриџов темперамент и висок ниво кондиције омогућили су му да настави да игра сваки меч све до 18. јануара 2003. године када се повредио.

### Челси
У јулу 2003. године потписао је уговор са Челсијем. Током прве сезоне је постигао победоносни гол против Арсенала у четвртфиналу Лиге шампиона. Бриџ је почео сезону 2004/05. играјући редовно под новим менаџером Жозеом Морињом, али је задобио озбиљну повреду скочног зглоба у утакмици ФА купа против Њукасл јунајтеда 20. фебруара 2005. године због чега је пропустио остатак сезоне.
Долазак Асијера дел Орна значио је мању минутажу за Бриџа, што је проузроковало његов одлазак на позајмицу Фуламу.

### Манчестер Сити
У јануару 2009. године Бриџ је постао члан Манчестер Ситија. Дебитовао је против Виган атлетика. Током прве две сезоне у клубу сакупио је укупно 40 наступа, а након доласка Александра Коларова и Гаела Клишија, за Бриџа није било места у стартној постави па је отишао на неколико позајмица.

### Рединг
У јуну 2013. године Бриџ је прешао у Рединг. Одиграо је 12 утакмица, а на крају сезоне је објавио да завршава играчку каријеру.

## Репрезентативна каријера
Након неколико утакмица за младе репрезентације Енглеске, за сениорску репрезентацију дебитовао је 13. фебруара 2002. године против Холандије. Био је у њеном саставу на два светска и једном европском првенству.

## Статистика каријере

### Репрезентативна
| Репрезентација | Година | Наступи | Голови |
| -------------- | ------ | ------- | ------ |
| Енглеска       | 2002   | 9       | 0      |
| Енглеска       | 2003   | 6       | 0      |
| Енглеска       | 2004   | 5       | 1      |
| Енглеска       | 2005   | 1       | 0      |
| Енглеска       | 2006   | 3       | 0      |
| Енглеска       | 2007   | 3       | 0      |
| Енглеска       | 2008   | 5       | 0      |
| Енглеска       | 2009   | 4       | 0      |
| Укупно         | Укупно | 36      | 1      |